# Вудсон (Техас)
Вудсон (англ. Woodson) — місто (англ. town) в США, в окрузі Трокмортон штату Техас. Населення — 219 осіб (2020).

## Географія
Вудсон розташований за координатами 33°0′54″ пн. ш. 99°3′12″ зх. д. / 33.01500° пн. ш. 99.05333° зх. д. (33.014931, -99.053429).  За даними Бюро перепису населення США в 2010 році місто мало площу 1,68 км², уся площа — суходіл.

## Демографія
Згідно з переписом 2010 року, у місті мешкали 264 особи в 112 домогосподарствах у складі 74 родин. Густота населення становила 157 осіб/км².  Було 140 помешкань (83/км²).
Расовий склад населення:
| - 92,8 % — білих - 2,7 % — чорних або афроамериканців - 3,4 % — осіб інших рас |

До двох чи більше рас належало 1,1 %. Частка іспаномовних становила 15,9 % від усіх жителів.
За віковим діапазоном населення розподілялося таким чином: 22,7 % — особи молодші 18 років, 52,7 % — особи у віці 18—64 років, 24,6 % — особи у віці 65 років та старші. Медіана віку мешканця становила 45,3 року. На 100 осіб жіночої статі у місті припадало 92,7 чоловіків;  на 100 жінок у віці від 18 років та старших — 94,3 чоловіків також старших 18 років.
Середній дохід на одне домашнє господарство  становив 45 316 доларів США (медіана — 38 472), а середній дохід на одну сім'ю — 55 896 доларів (медіана — 43 500). За межею бідності перебувало 15,8 % осіб, у тому числі 12,8 % дітей у віці до 18 років та 31,7 % осіб у віці 65 років та старших.
Цивільне працевлаштоване населення становило 122 особи. Основні галузі зайнятості: освіта, охорона здоров'я та соціальна допомога — 27,9 %, будівництво — 15,6 %, виробництво — 11,5 %, сільське господарство, лісництво, риболовля — 11,5 %.